# Діон Мелоун
Діон Мелоун (нід. Dion Malone, нар. 13 лютого 1989, Парамарибо, Суринам) — суринамський футболіст, опорний півзахисник нідерландського клубу «НАК Бреда» та національної збірної Суринаму.

## Клубна кар'єра
Діон Мелоун народився у столиці Суринаму Парамарибо. Але на професійному рівні грати у футбол він почав у Нідерландах. Першим клубом Діона був «Алмере Сіті». У якому Мелоун починав грати з 2008 року. У 2012 році футболіст перейшов до клубу «АДО Ден Гаг», де провів наступні п'ять років.
У червні 2017 року Мелоун уклав дворічну угоди з азербайджанським клубом «Габала». Але в Азербайджані футболіст відіграв лише один сезон і влітку 2018 року повернувся до «АДО Ден Гаг».
У серпні 2020 року Мелоун перейшов до клубу Еерстедивізі «НАК Бреда».

## Збірна
24 березня 2021 року у матчі відбору до чемпіонату світу 2022 проти Кайманових островів Діон Мелоун дебютував у складі національної збірної Суринаму. Пізніше Мелоун був внесений у заявку збірної Суринаму на турнір Золотий Кубок КОНКАКАФ 2021.